# 熊篠慶彦
熊篠 慶彦（くましの よしひこ、1969年12月17日 - ）は、日本の市民活動家、風俗店評論家、特定非営利活動法人ノアール理事長。本名は能條一彦。

## 人物
出生時より脳性麻痺による四肢の痙性麻痺を抱えている。医療、介護、風俗産業など、さまざまな現場で障害者の性的幸福追求権が完全に無視されている現実に突き当たり、バリアフリーな風俗店の情報を発信する、自らアダルトビデオに出演するなどの活動を始めるに至る。
2004年、特定非営利活動法人ノアールを設立。同法人は、重度障害者でも自己使用が可能な性具の開発、風俗店のバリアフリー化推進、障害者の性に関する情報提供などの活動を行っていると称しているが、所轄庁である川崎市に提出している事業報告書を見る限り、2014年以降は法人としての活動実態は無い。
2018年4月、一般社団法人ホワイトハンズ及び代表理事の坂爪真吾に対する著作権侵害・名誉棄損で新潟地裁に提訴された。

## 著書
- 『たった5センチのハードル 誰も語らなかった身体障害者のセックス』（ワニブックス、2001年）

共著
- 『身体障害者の性活動』玉垣努共編著（三輪書店、2012年） ISBN 4-8959-0417-2

## 映画
- 「トウキョウ・守護天使」（2007年）- 加藤健二郎、神楽坂恵 、河野智典、小田有紗、にしやうち良、草加大介、増田俊樹との共演
- 「ベースメント」（2016年）- 窪田美沙、璃乃、成田賢壱、増田俊樹との共演
- 「パーフェクト・レボリューション」（2017年）- 企画・原案　熊篠慶彦の実話を基に製作
- 「37セカンズ」（2020年）- 佳山明、神野三鈴、大東駿介、渡辺真起子との共演

## アダルトビデオ
障害者の性　～性のバリアフリー～（2002年11月15日、MOODYZ）